# Akvapónia
Az akvapónia egy élelmiszertermelési eljárás, amelyben a vízművelés (tengeri állatok, pl. halak vagy rákok tenyésztése) és  hidroponika (növények termesztése talaj helyett tápfolyadék segítségével) módszerei egyszerre vannak jelen egy szimbiotikus közegben. 

## Működési elve
A vízgazdálkodás során a tengeri állatok ürüléke miatt tápanyagban gazdag víz keletkezik, amely az állatok számára már mérgező. A folyamat során ezt a vizet a hidroponikus rendszerbe vezetik, ahol a növények felveszik a benne található tápanyagokat. Az így megtisztított víz ismét alkalmas a vízi állatok számára. 